# King Arthur
 For alternative betydninger, se Arthur (flertydig).
King Arthur er en amerikansk, episk film fra 2004. Filmen blev produceret af Jerry Bruckheimer, der også stod bag bl.a. Pearl Harbor. Filmen blev skrevet af David Franzoni og instrueret af Antoine Fuqua. Clive Owen spiller hovedrollen som Kong Arthur, og i filmen medvirker også Keira Knightley, svenske Stellan Skarsgård og danske Mads Mikkelsen.

## Handling
Det romerske imperium har haft herredømmet over Britannien i 500 år. Men da imperiet falder, trækker romerne sig ud af [Britannien og overlader landet og dets befolkning til de blodtørstige saksere, der invaderer nordfra. Arthur (Clive Owen), søn af en romersk far og en mor fra den legendariske stamme ved navn "Sarmaterne", leder en afdeling riddere på vegne af Romerriget. Med personlige ambitioner og pligtfølelse ser Arthur frem til at forlade Britannien og vende tilbage til roen og stabiliteten i Rom. Men før Arthur og hans riddere af det runde bord – Lancelot (Ioan Gruffudd), Galahad (Hugh Dancy), Bors (Ray Winstone), Tristan (Mads Mikkelsen), Dagonet (Ray Stevenson) og Gawain (Joel Edgerton) – bliver løst fra tjenesten, får de en sidste opgave – at bringe en højtstående romersk familie i sikkerhed bag Hadrians mur, før sakserne med den grusomme Cerdic (Stellan Skarsgård) i spidsen sætter kløerne i dem.
På sin vej støder de på en ung kvinde, der bliver tortureret for religiøst kætteri – en tapper og smuk kvinde ved navn Guinevere (Keira Knightley)...som senere forsøger at få Arthur og hans riddere til at indse, at de er de eneste, der står mellem de indfødte og sakserne, der vil slagte disse. Mens ridderne eskorterer de adelige og et følge af uskyldige civile i sikkerhed, må Arthur afgøre sin egen skæbne – flugt og frihed, eller den visse død i kampen mod hæren, som stormer mod dem. Og nu da romerne er borte, behøver Britannien en leder til at fylde tomrummet – en, der ikke blot kan sætte sig op mod den forestående trussel, men også siden lede riget ind i en ny alder. Sammen med sin tidligere fjende Merlin (Stephan Dillane) – og med Guinevere ved sin side – må Arthur finde styrken i sig selv for at ændre historiens gang.

## Medvirkende
- Clive Owen	- Arthur
- Ioan Gruffudd – Lancelot
- Mads Mikkelsen – Tristan
- Joel Edgerton – Gawain
- Hugh Dancy	- Galahad
- Ray Winstone – Bors
- Ray Stevenson – Dagonet
- Keira Knightley – Guinevere
- Stephen Dillane – Merlin
- Stellan Skarsgård – Cerdic
- Til Schweiger -Cynric
- Sean Gilder – Jols
- Pat Kinevane – Horton
- Ivano Marescotti -Bishop Germanius
- Ken Stott – Marius